# Rue Louis-Rouquier
La rue Louis-Rouquier est une voie de circulation de Levallois-Perret.

## Situation et accès

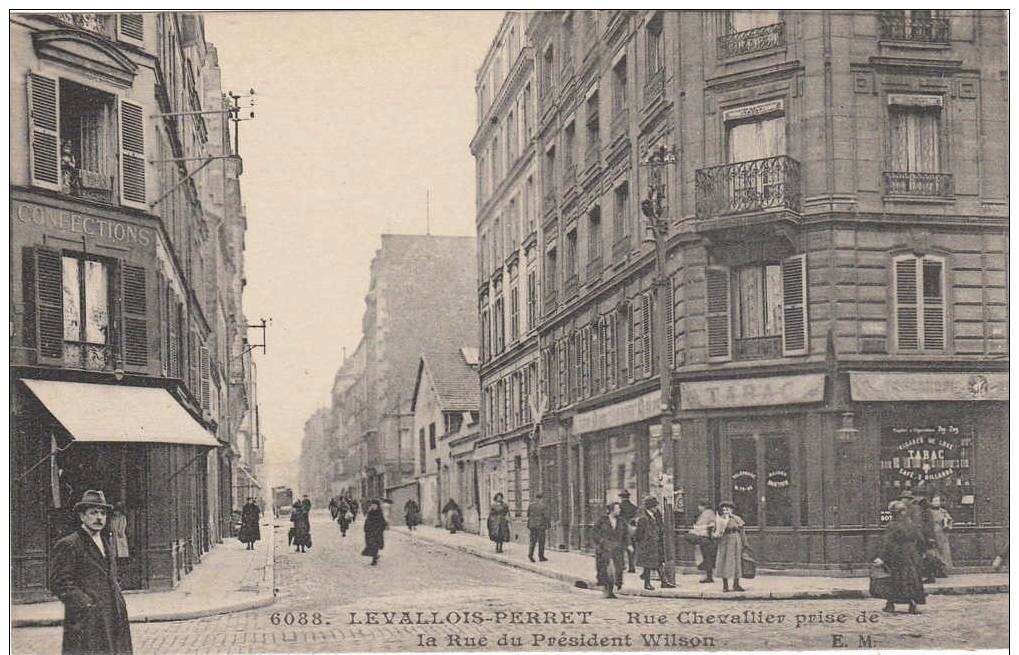
Rue Chevallier prise de la rue du Président-Wilson.

En partant de la rue de Villiers, la rue Louis-Rouquier coupe notamment la rue Chaptal, la rue Danton et la rue Anatole-France.
Après la Synagogue de Levallois, elle rencontre la rue du Président-Wilson, et la rue Rivay.
Elle se termine à la rue Jean-Jaurès, anciennement rue du Bois.

## Origine du nom
Son nom rend hommage à l'écrivain occitan et homme politique français, Louis Rouquier (1863-1939), qui fut maire de la ville de 1919 à 1939.

## Historique
Cette rue s'appelait autrefois rue Chevallier. Un hôtel à proximité en garde encore le souvenir.

## Bâtiments remarquables et lieux de mémoire
- Square Édith de Villepin.
- Association culturelle Israélite[2].

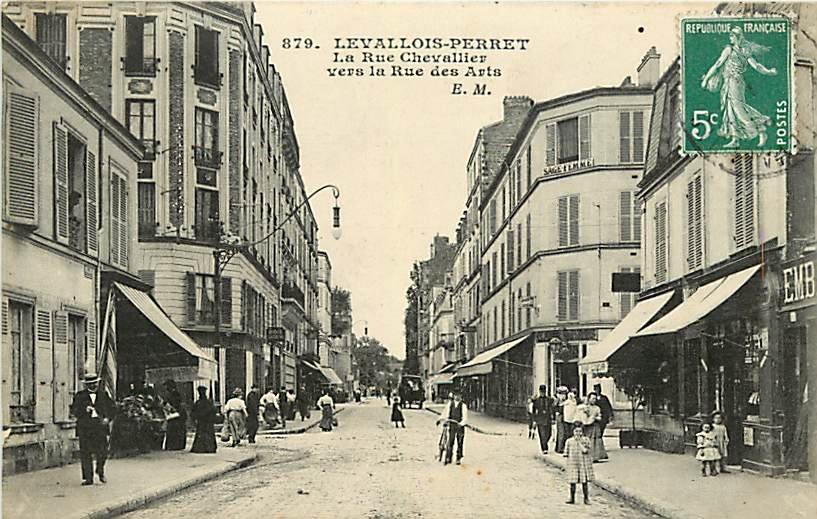
La rue Chevallier vers la rue des Arts.

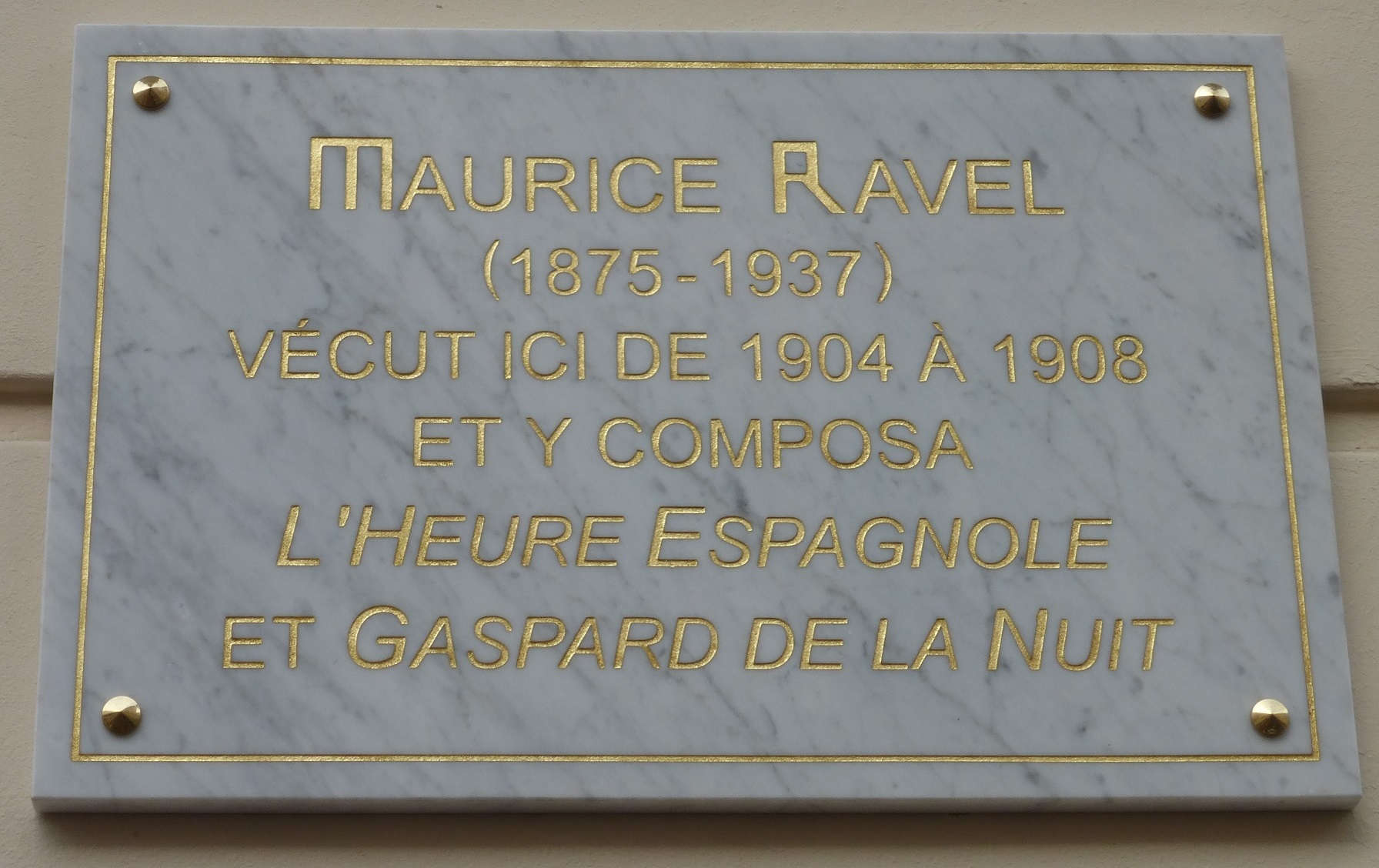
Plaque commémorative Maurice Ravel sur la façade du 11 rue Louis-Rouquier.

- Marché des Halles, entre la rue Gabriel-Péri et la rue Carnot.
- Le compositeur Maurice Ravel a habité dans cette rue de 1904 à 1908 au no 11[3]. Une plaque commémorative, à l'initiative des Amis de Maurice Ravel inaugurée le 7 mars 2015, en rappelle le souvenir. Dans la même rue, au no 16 bis, à l'angle du 11-13 rue Camille-Desmoulins, Maurice Ravel a eu de 1930 à 1937 un pied-à-terre dans l'immeuble occupé par son frère[4], en plus de son domicile principal de Montfort-l'Amaury ; une plaque au contenu erroné évoque sa mémoire sur la façade de l'immeuble qui n'est pas celui d'origine, détruit vers 1989-1990[5].